# Alexander Kraus
Alexander Kraus (Frankfurt del Main, 1820 - Florència, 1904) fou un compositor alemany del Romanticisme que destacà com a concertista de piano i musicòleg. A Florència fundà el Museu Organogràfic que porta el seu nom, i que és considerat com un dels primers d'Europa. A més de diverses obres per a piano, publicà, els llibres titulats L'ipocrisia musicale e Il pianoforte, la sua storia, i suoi cultori (Florència, 1872), en el que es posa en dubte la invenció atribuïda a Cristofori. Entre les seves obres de musicografia, va publicar les que porten per títol Le quattro scale della moderna tonalità (1874); Etnographie musicale: La musique au Japon (1878); Catalogo de lla Collezione etnogràfica musicale Kraus (1901), i Appunti sulla musica dei populi nordici (1907). També va publicar uns Esersizi elementari per a piano (1873). Un fill d'aquesta artista, anomenat igualment Alexander, n. a Florència el 1853, també va destacar com a pianista i musicòleg, col·laborant amb el seu pare a la formació del Museu abans referit i ampliant-lo considerablement. Fou un dels fundadors de la Societat de Socors Mutus de Músics i de la Societat del Quartet Florentí.